# Hospital do Litoral Alentejano
O Hospital do Litoral Alentejano é um hospital público situado a 6 km a oeste de Santiago do Cacém, em Portugal. Faz parte da Unidade Local de Saúde Litoral Alentejano. O hospital serve uma população estimada de 100 mil habitantes de 5 concelhos do Alentejo Litoral: 
- Alcácer do Sal
- Grândola
- Odemira
- Santiago do Cacém
- Sines

Este hospital iniciou a sua actividade em 7 de Junho de 2004. Para além de 15 serviços distintos na área da Acção Médica, disponibiliza ainda 6 Serviços Complementares de Diagnóstico e Terapêutica (incluindo bloco operatório), suplementados por diversos Serviços de Apoio. A gestão dos serviços clínicos e complementares está a cabo de um Conselho de Administração.